# 1804 en littérature
| Années de la littérature : 1801 - 1802 - 1803 - 1804 - 1805 - 1806 - 1807    |
| Décennies de la littérature : 1770 - 1780 - 1790 - 1800 - 1810 - 1820 - 1830 |

Cet article présente les faits marquants de l'année 1804 en littérature.

## Événements
- William Wordsworth écrit Ode: Intimations of Immortality from Recollections of Early Childhood (« Suggestions de l'immortalité à partir de réminiscences de la tendre enfance »), publié en 1807 dans Poems, in Two Volumes.

## Parutions
- Georges Cabanis, Coup d’œil sur les révolutions et sur la réforme de la médecine, Paris, Crapart, Caille et Ravier, 1804 (présentation en ligne).
- Jacques Necker, Manuscrits de Mr. Necker : publiés par sa fille, Genève, chez J. J. Paschoud, 1804 (présentation en ligne), posthume, précédé d'un texte de 153 pages intitulé Du caractère de M. Necker et de sa vie privée, de Madame de Staël, daté du 25 octobre 1804.

- Milton (1804-1808) contenant le poème And did those feet in ancient time et Jerusalem: the emanation of the Giant Albion  (1804-1820), épopées visionnaires de William Blake[1].

- Bonaventura, Die Nachtwachen, Penig, Dienemann, 1804 (présentation en ligne) (« Les Veilles »), roman satirique anonyme, attribué à Ernst August Friedrich Klingemann.

## Naissances
- 26 janvier : Eugène Sue, écrivain français († 3 août 1857).
- 1er juillet : George Sand, écrivain français († 8 juin 1876).
- 4 juillet : Nathaniel Hawthorne, écrivain américain († 19 mai 1864).
- 8 septembre : Eduard Mörike, écrivain romantique allemand († 4 mars 1875).

## Décès
- 4 janvier : Charlotte Lennox, femme de lettres et poétesse anglaise (° vers 1730).
- 12 février : Emmanuel Kant, né en 1724.
- 5 novembre : Betje Wolff, née Elizabeth Bekker, romancière néerlandaise (° 24 juillet 1738).